# Nazionale amputati di calcio dell'Italia
La nazionale amputati di calcio dell'Italia è la selezione maschile di calcio per amputati della FISPES e rappresenta l'Italia nelle varie competizioni ufficiali o amichevoli riservate a squadre nazionali.
La nazionale è affiliata alla European Amputee Football Federation e alla World Amputee Football Federation.

## Storia
La nazionale calcio amputati nasce nel 2011 ad Assisi grazie all'incontro tra Francesco Messori e il Centro Sportivo Italiano; si è costituita ufficialmente nel 2012.
La prima amichevole internazionale è stata disputata in Francia, nell’aprile 2013, e da allora gli atleti azzurri hanno partecipato all'annuale Amp Futbol Cup a Varsavia e ai mondiali in Messico del 2014, nei quali si sono classificati al nono posto.
Nell'ottobre 2017 la nazionale ha partecipato ai primi campionati europei per il calcio amputati, conquistando un quinto posto, grazie al quale potrà accedere ai mondiali che si terranno nuovamente in Messico tra il 24 ottobre e il 10 novembre 2018.

## Rosa attuale
| posizione | nome                  | data di nascita (età) |
| --------- | --------------------- | --------------------- |
| P         | Pier Mario Gardino    | 8 gennaio 1966        |
| P         | Salvatore Iudica      | 27 novembre 1984      |
| P         | Alessandro Pighi      | 11 settembre 1989     |
| P         | Daniel Priami         | 1º dicembre 1988      |
| D         | Emanuele Leone        | 28 aprile 1989        |
| D         | Luigi Magi            | 16 giugno 1983        |
| D         | Arturo Mariani        | 7 settembre 1993      |
| D         | Riccardo Tondi        | 7 settembre 1978      |
| D         | Luca Zavatti          | 3 aprile 1968         |
| D         | Salvatore La Manna    | 19 gennaio 1981       |
| C         | Francesco Messori     | 22 novembre 1998      |
| C         | Emanuele Padoan       | 20 luglio 1998        |
| C         | Roberto Sodero        | 3 aprile 1981         |
| C         | Stefano Starvaggi     | 28 aprile 1983        |
| A         | Carlo Avelli          | 5 marzo 1985          |
| A         | Paolo Capasso         | 11 luglio 1997        |
| A         | Lorenzo Marcantognini | 9 novembre 2002       |
| A         | Daniele Michele Piana | 20 gennaio 1979       |
| A         | Giovanni Sasso        | 8 novembre 1969       |

## Staff tecnico
- Allenatore: Renzo Vergnani
- Vice Allenatore: Paolo Zarzanza
- Preparatore dei portieri: Emiliano Gronchi

## Statistiche

### Campionato mondiale di calcio per amputati
| Anno | Luogo   | Piazzamento      |
| ---- | ------- | ---------------- |
| 2014 | Messico | 9ª posizione     |
| 2018 | Messico | Ottavi di finale |
| 2022 | Turchia | Quarti di finale |

### Campionato europeo di calcio per amputati
| Anno | Luogo   | Piazzamento      |
| ---- | ------- | ---------------- |
| 2017 | Turchia | 5ª posizione     |
| 2021 | Polonia | Quarti di finale |

### Amp Football Cup
| Anno | Luogo   | Piazzamento  |
| ---- | ------- | ------------ |
| 2014 | Polonia | 5ª posizione |
| 2015 | Polonia | 4ª posizione |
| 2016 | Polonia | 5ª posizione |
| 2017 | Turchia | 5ª posizione |
| 2018 | Polonia | 5ª posizione |
| 2022 | Polonia | 8ª posizione |